# Alois Wachtel
Alois Wachtel (* 16. November 1910 in Essen; † 18. März 1968 in Paris) war ein deutscher Historiker.

## Leben
Alois Wachtel studierte katholische Theologie, Geschichte und neue Sprachen an den Universitäten von Bonn, Florenz und Rom. Im Jahre 1937 wurde er an der Universität Bonn promoviert. Nach der Staatsprüfung für das Lehramt an höheren Schulen im Jahre 1939 wurde er im folgenden Jahr zum Heeresdienst eingezogen, doch war es ihm trotzdem im Jahre 1943 möglich, nach erfolgreichem Referendariat zum Studienassessor ernannt zu werden. Er kehrte 1946 aus der Kriegsgefangenschaft zurück und wurde 1949 zum Studienrat am Gymnasium in Euskirchen ernannt. Nach der Beförderung zum Oberstudienrat im Jahre 1956 wurde er Leiter der Städtischen Höheren Schule in Zülpich. Neben seiner pädagogischen Tätigkeit blieb ihm nur wenig Zeit für historische Forschung; zudem hatte er während des  Zweiten Weltkrieges sein gesamtes Quellenmaterial verloren, doch erhielt er von den Monumenta Germaniae Historica immerhin den Auftrag, als Band 5 der »Quellen zur Geistesgeschichte des Mittelalters« die »Postilla in Jerenmiam Prophetam ad Heinricum VI. imperatorem« herauszugeben. Auf Grundlage eines von Walther Holtzmann befürworteten Lehrauftrags bot Wachtel seit dem Sommersemester 1948 u. a. Lektürekurse über lateinische Quellen zur Geschichte des Mittelalters an, so dass er 1961 von der Universität Bonn zum Honorarprofessor ernannt wurde. Am 1. August 1966 wurde Wachtel auf Initiative des Bonner Mediävisten Eugen Ewig zum Direktor des  Deutschen Historischen Instituts Paris ernannt. Schon im Moment seiner Amtsübernahme war Wachtel ein kranker Mann, dessen Leiden sich in den folgenden Jahren weiter verschlimmerte. Am 18. März 1968 verstarb Alois Wachtel in Paris. Zu seinem Nachfolger wurde Karl Ferdinand Werner ernannt.

## Publikationen
- Alois Wachtel: Beiträge zur Geschichtstheologie des Aurelius Augustinus (= Bonner historische Forschungen. Bd. 17, ZDB-ID 500545-0). Röhrscheid, Bonn 1960.
- als Herausgeber: Alexander Minorita: Expositio in Apocalypsim (= Monumenta Germaniae Historica. Quellen zur Geistesgeschichte des Mittelalters. Bd. 1, ISSN 0540-830X). Böhlau, Weimar 1955.
- Die sizilische Thronkandidatur des Prinzen Edmund von England. In: Deutsches Archiv für Erforschung des Mittelalters. Bd. 4, 1941, S. 98–178.
- Die weltgeschichtliche Apocalypse-Auslegung des Minoriten Alexander von Bremen. In: Franziskanische Studien. Bd. 24, 1937, ISSN 0016-0067, S. 201–259, 305–363, (Auch als Sonderabdruck: Franziskus-Druckerei, Werl i. W. 1937).

| Personendaten    | Personendaten        |
| ---------------- | -------------------- |
| NAME             | Wachtel, Alois       |
| KURZBESCHREIBUNG | deutscher Historiker |
| GEBURTSDATUM     | 16. November 1910    |
| GEBURTSORT       | Essen                |
| STERBEDATUM      | 18. März 1968        |
| STERBEORT        | Paris                |